# Mokřadlo
Mokřadlo je přírodní rezervace v katastrálním území obcí Bezděkov, Podmoklany a Sloupno v CHKO Železné hory. Vyhlášena byla v roce 1996. Nachází se na území zaniklého rybníka na potoku Cerhovka. Vedlejším efektem rezervace je i zachytávání přívalových vod, což vlastní rezervaci nijak neškodí. Rozloha rezervace je 13,3078 hektarů. Nachází se v nadmořské výšce 444–447 metrů.
Geologicky jsou zde křídové druhohorní usazeniny. Půdy jsou místy mírně zásadité, hluboké a kolem Cerhovky jsou náplavy. Území je tvořeno vodní plochou, olšinami, rákosinami, a porosty vysokých ostřic. Během vertebratologického průzkumu rezervace v letech 1997–2000 byl zaznamenán výskyt 145 druhů obratlovců a výskyt dalších 4 druhů lze předpokládat. Porosty v rezervaci jsou koseny a likvidují se zde náletové dřeviny.

## Rostliny
hladýš pruský (Laserpitium pruthenicum), ostřice Hartmanova (Carex hartmanii), ostřice prodloužená (Carex elongata), prstnatec májový (Dactylorhiza majalis), smldník bahenní (Peucedanum palustre), tolije bahenní (Parnassia palustris), vrbovka bahenní (Epilobium palustre).

## Živočichové
bramborníček hnědý (Saxicola rubetra), čírka obecná (Anas crecca), hýl rudý (Carpodacus erythrinus), chřástal vodní (Rallus aquaticus), ještěrka živorodá (Lacerta vivipara), ledňáček říční (Alcedo atthis), moták pochop (Circus aeruginosus), moudivláček lužní (Remiz pendulinus), užovka obojková (Natrix natrix).

## Galerie

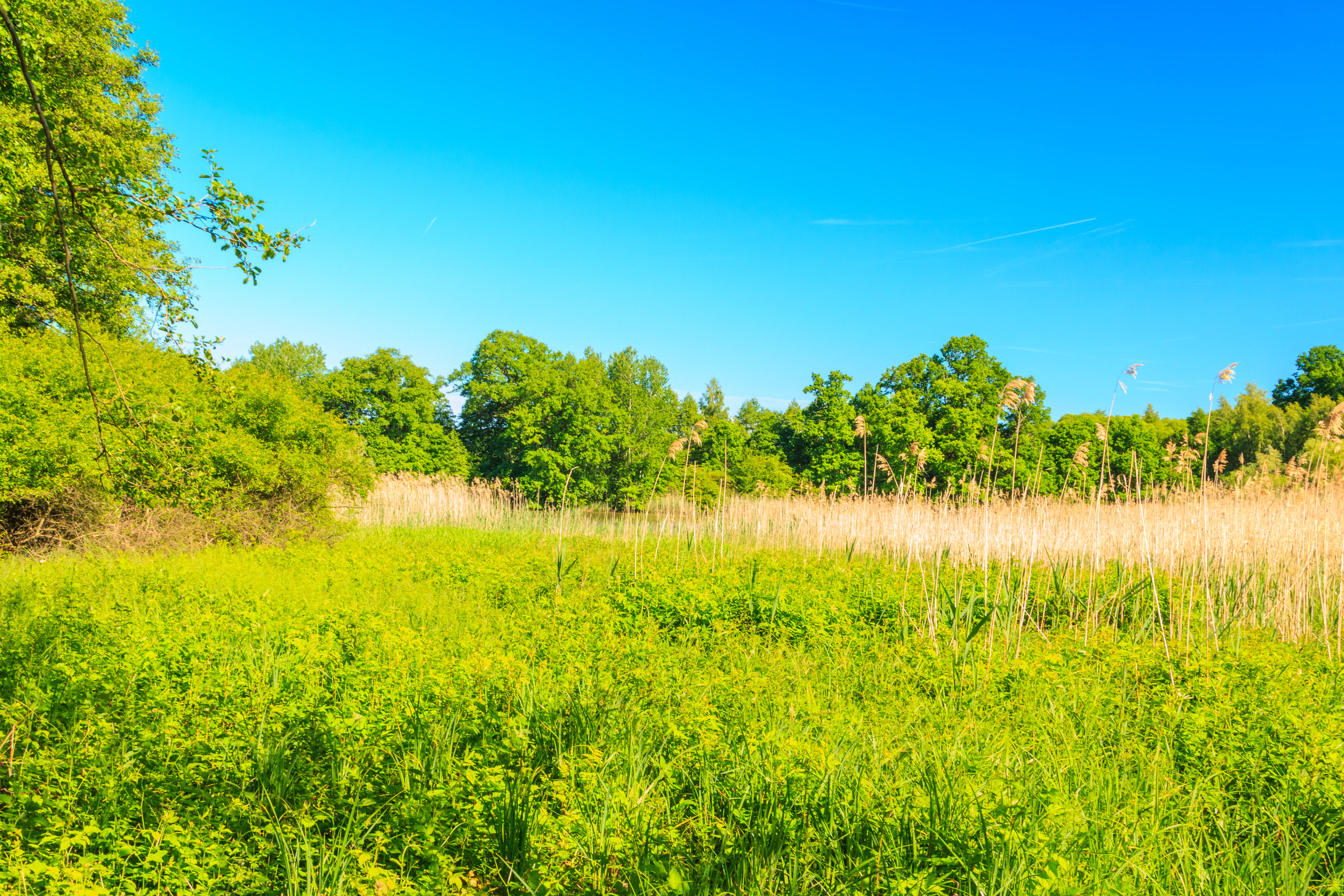
Přírodní rezervace Mokřadlo
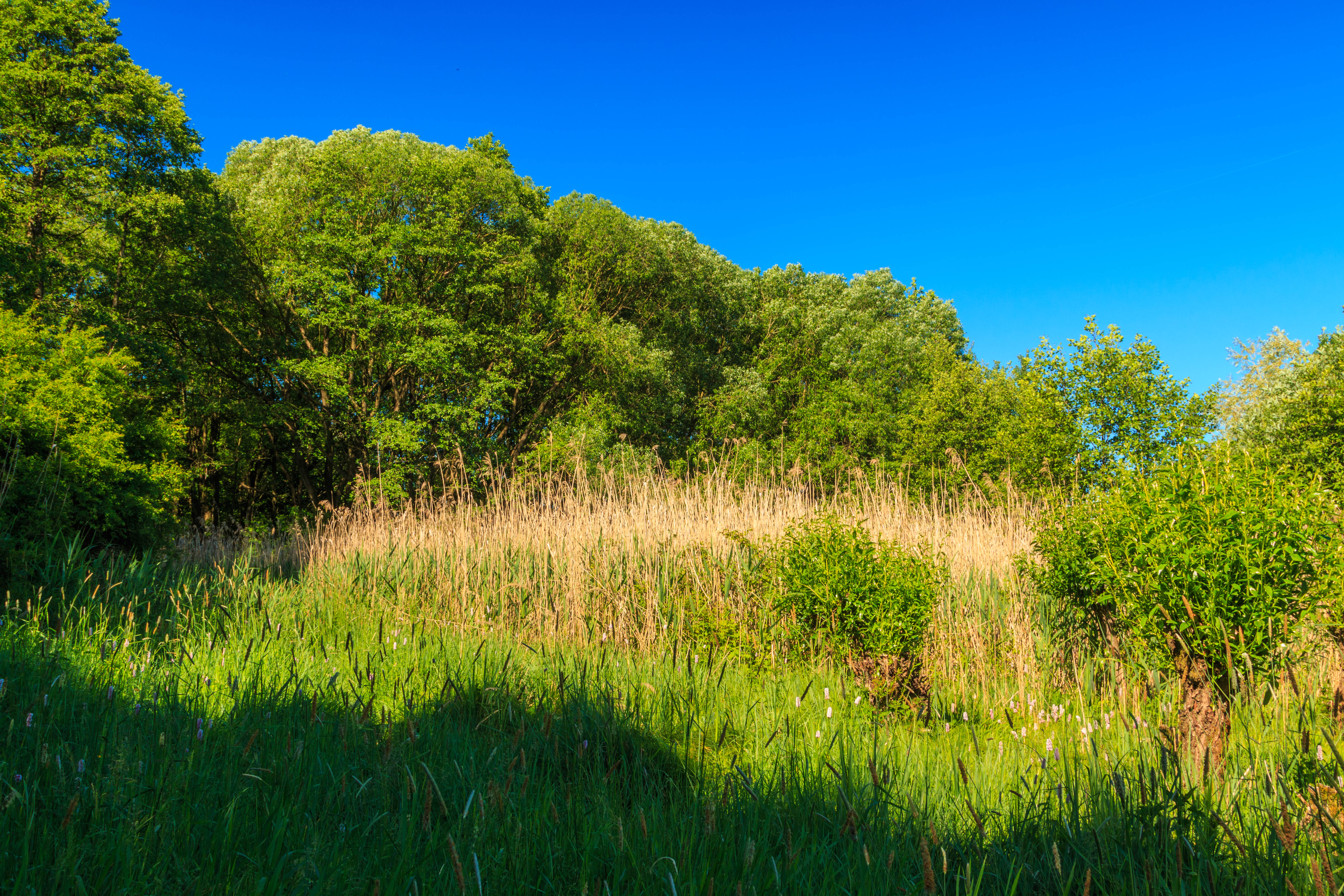
Přírodní rezervace Mokřadlo
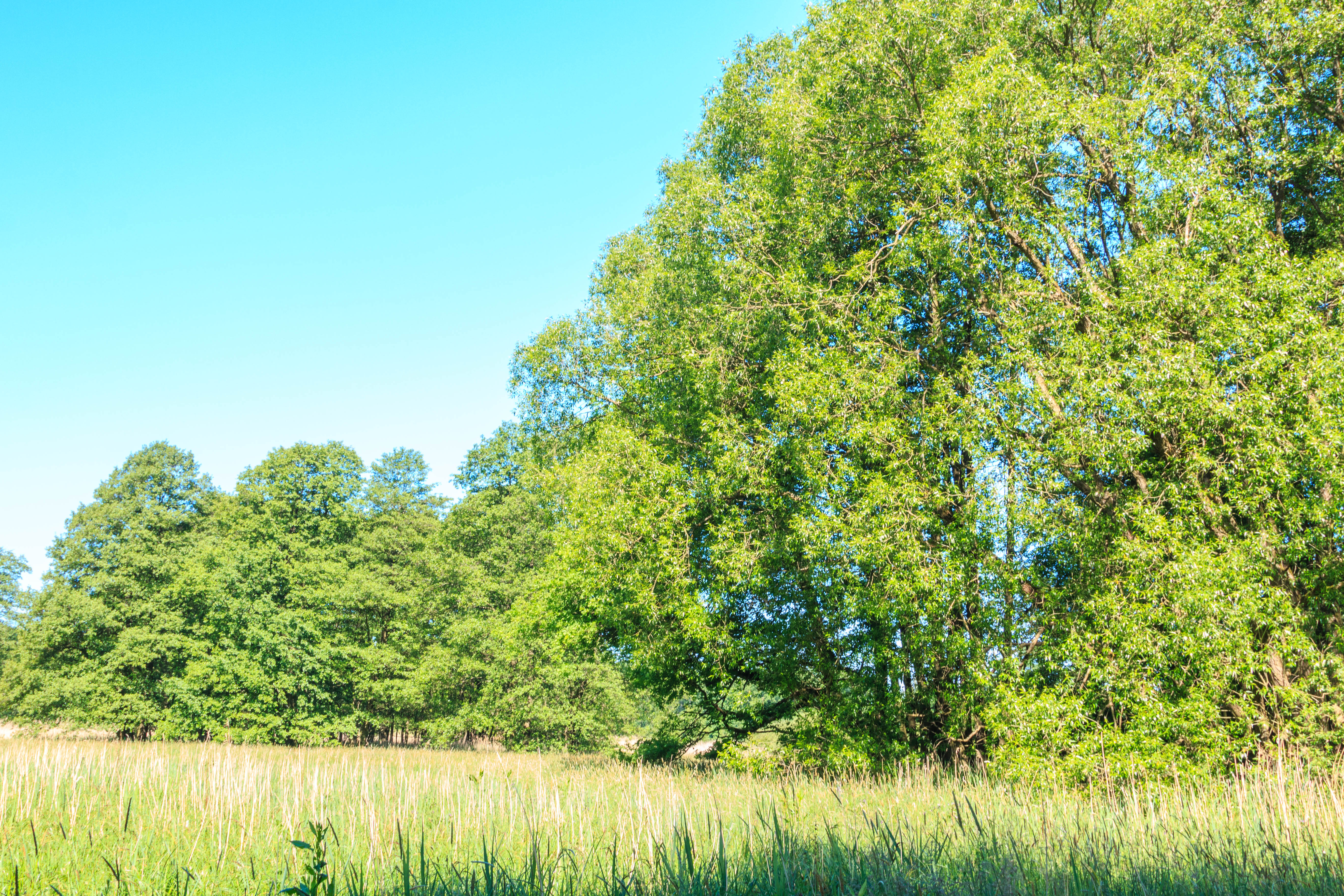
Přírodní rezervace Mokřadlo
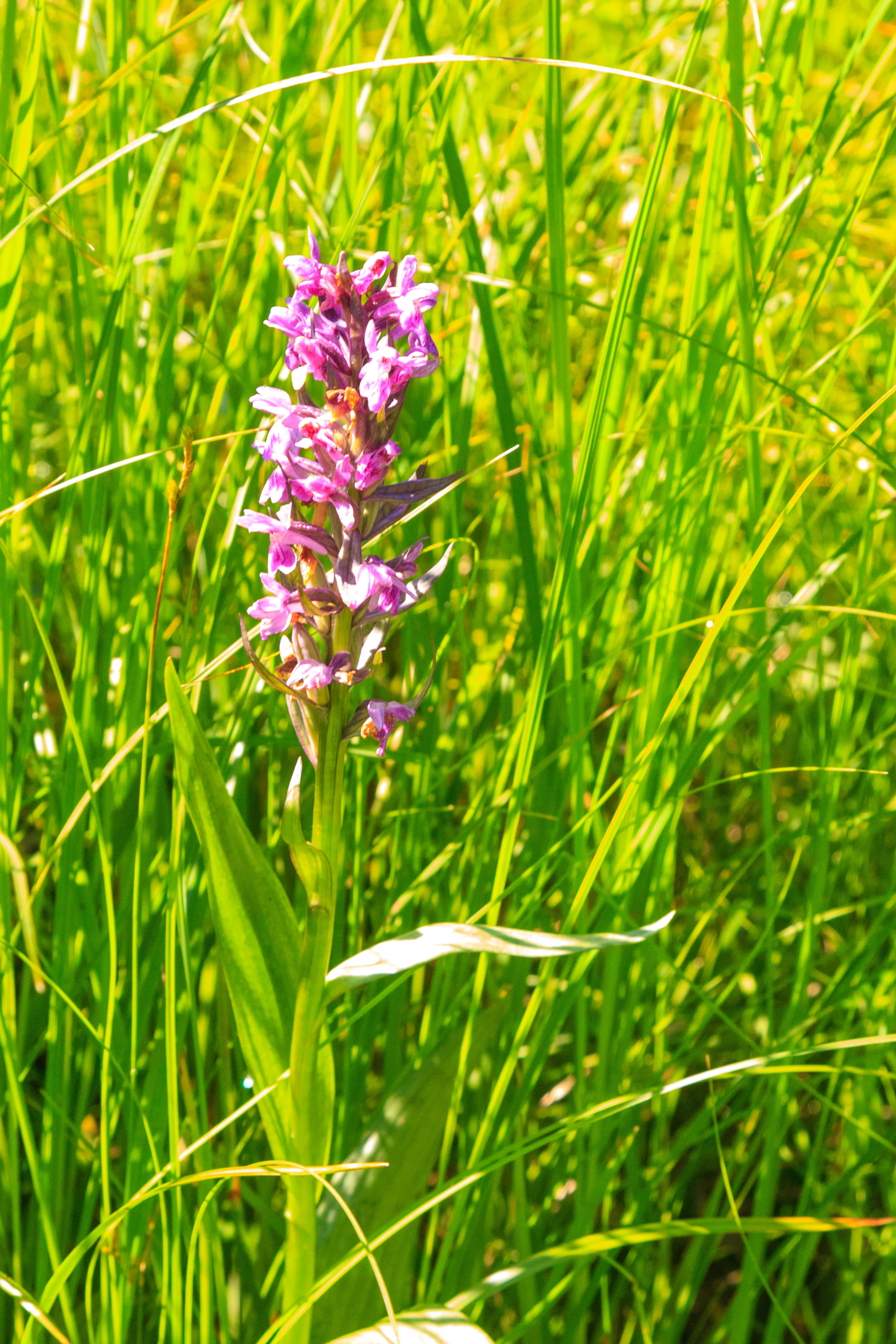
Přírodní rezervace Mokřadlo – kvetoucí prstnatec